# アリストテレスとフィリス

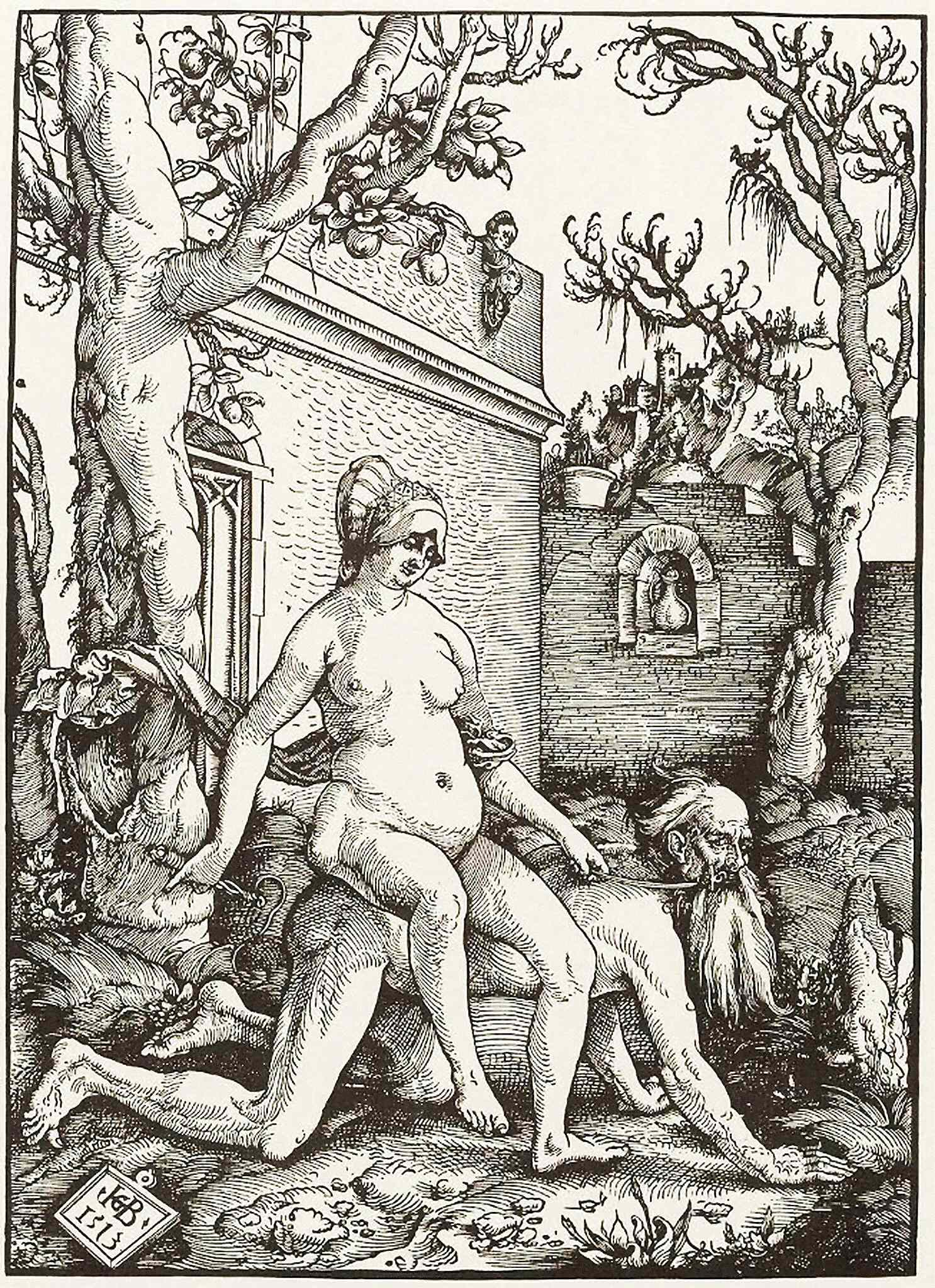
ハンス・バルドゥングによる銅版画（1513年）

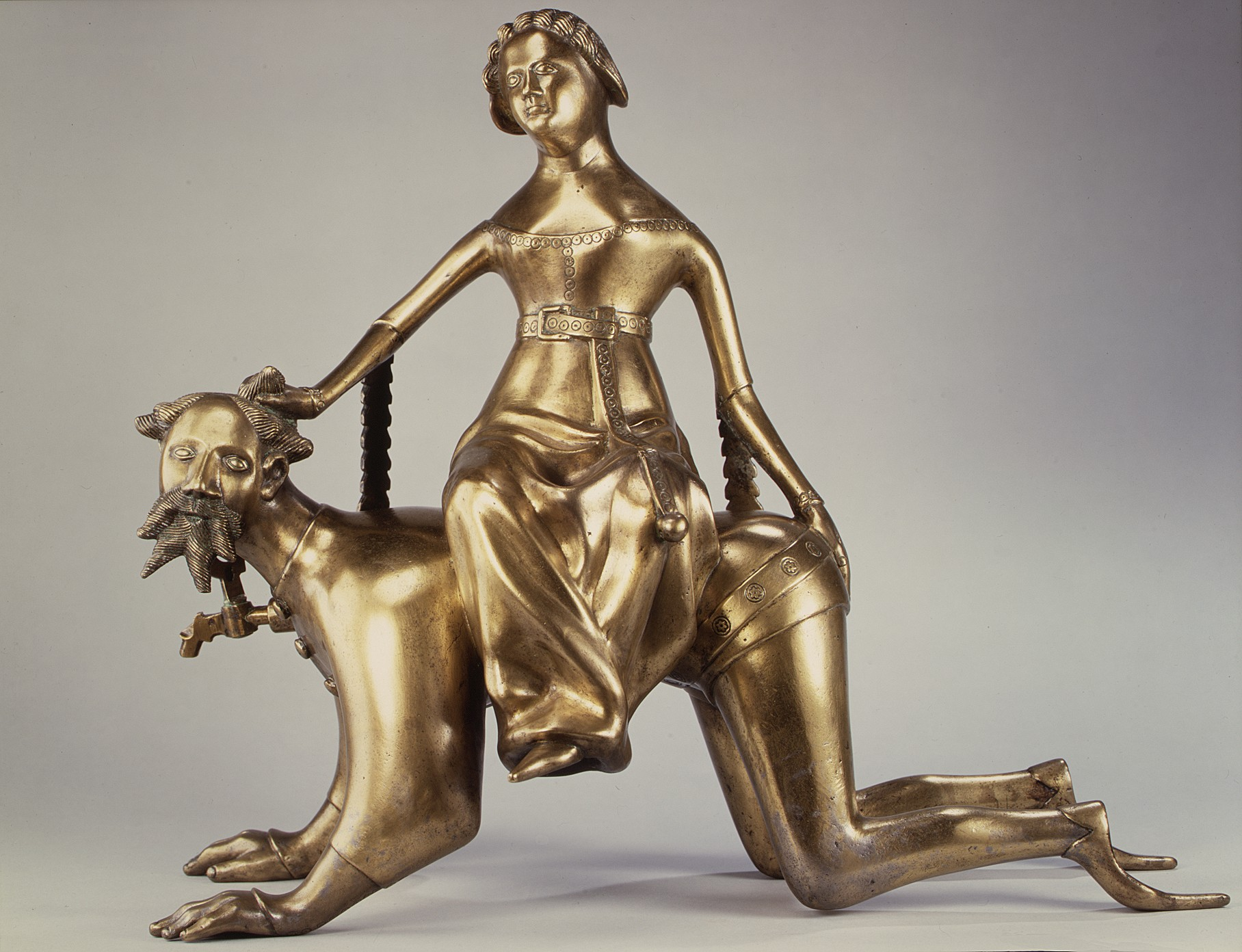
真鍮製の水盤（1400年ごろ）

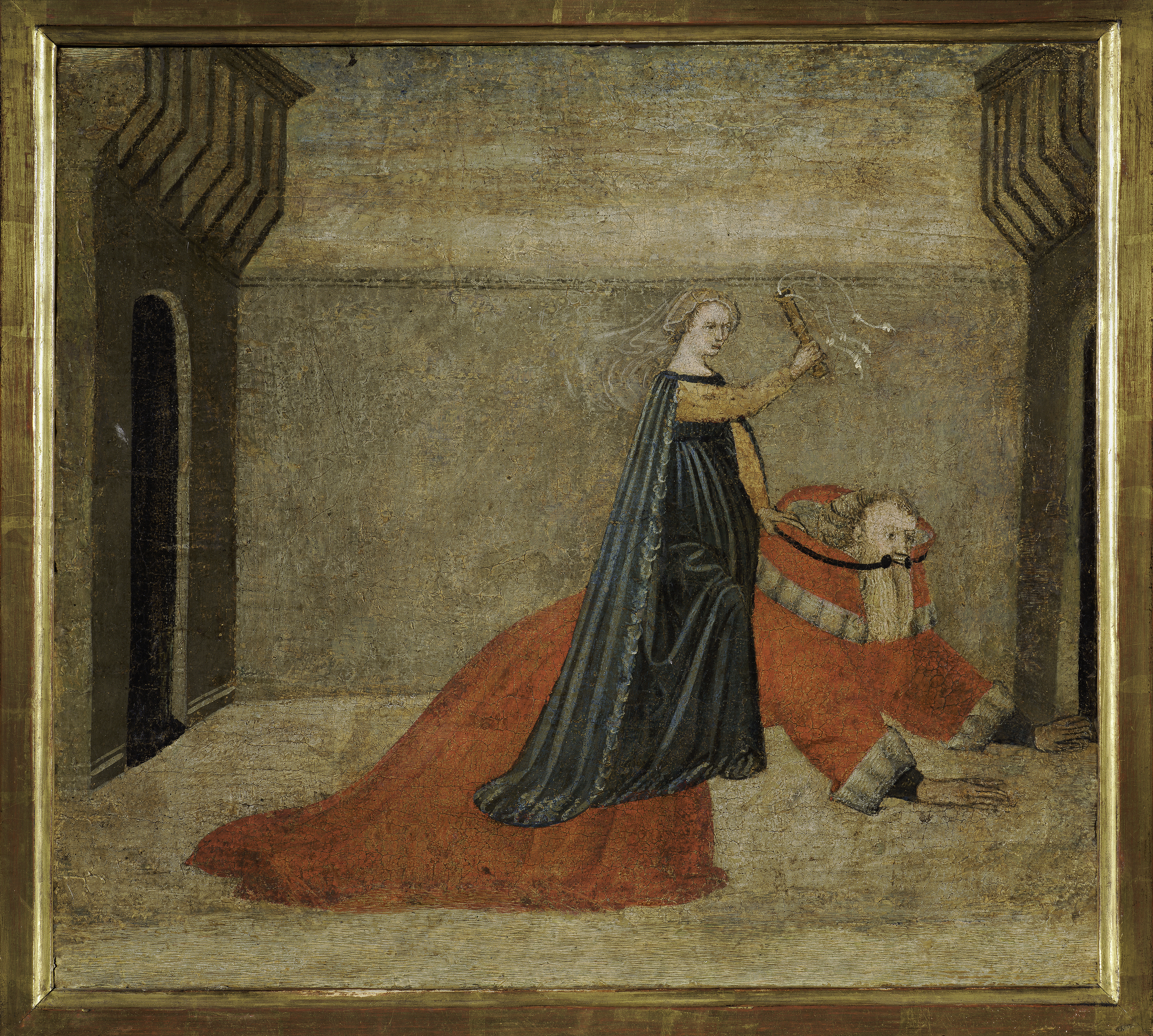
テンペラ（1440年ごろ）

『アリストテレスとフィリス』（英: Aristotle and Phyllis）は、中世ヨーロッパの説話。古代の哲学者アリストテレスが、フィリスという美女に誘惑され、馬のように四つん這いになり彼女を背に乗せた、という説話。中世文学や中世美術の題材。
偉大な賢者でさえも色欲によって堕落するという教訓や、「女性の力」「さかさまの世界」のトポスを示す。

## あらすじ
老哲学者アリストテレスは、王子アレクサンドロスの教育係となった。しかし、アレクサンドロスは母親の侍女フィリスとの恋にうつつを抜かしていた。アリストテレスは王に進言し、二人を引き離した。フィリスはアリストテレスに復讐心を抱いた。
ある朝、フィリスは庭園で花を摘みながら、服を膝上までたくしあげ、白い足をあらわにしていた。これを見たアリストテレスは、思わず彼女を招き寄せ、売春を持ちかけた。フィリスは拒んだが、馬のように這って私を背に乗せれば言うことを聞く、と言った。アリストテレスは言われた通りにしたが、フィリスは嘲りの言葉を残して去っていった。
アリストテレスの醜態は、目撃者を通じて宮廷中に広まった。アリストテレスは遠方の地に逃れ、不実な美女への警戒を説く大著を執筆した。

## 文献
この説話は、13世紀末ドイツの作者不詳の詩『アリストテレスとフィリス』（藤代幸一の和訳あり）に見られる。古代の文献には見られない。
同様の説話は、13世紀前半フランスのアンリ・ダンドリのファブリオ『アリストテレスの短詩』（新倉俊一の和訳あり）や、それよりやや古いジャック・ド・ヴィトリ『アリストテレスとアレクサンドロスの妻』にも見られるが、これらには「フィリス」という固有名が出てこないなど異同がある。
後世、ゼバスティアン・ブラント『愚者の船』などには、この説話が「サムソンとデリラ」などと並んで言及されている。ハンス・ザックスの戯曲にも同様の説話を題材としたものがある。

## 成立背景
中世ヨーロッパにおいて、アリストテレスやアレクサンドロスの名は、中世初期からボエティウスや「アレクサンドロス・ロマンス」を通じて知られていた。中世盛期になると、12世紀ルネサンスやトマス・アクィナスらの中世哲学・スコラ学において、アリストテレスが流行していた。
「高貴な男が美女を背に乗せる」という類話はアラビアやインドにもあり、偽ジャーヒズ『シーリーンの復讐』（マギと美女シーリーン）、仏教説話の『根本説一切有部毘奈耶雑事』第22巻（猛光王と美女ターラー）などがある。
上記のジャック・ド・ヴィトリは、十字軍の従軍説教師としてエルサレム王国のアッコンやエジプトのダミエッタに滞在した経歴があり、そこで聞いた説話をアリストテレスに置き換えヨーロッパに広めた、と推測される。
ジャック・ド・ヴィトリが説話を広めた意図や、中世のキリスト教美術にこの説話が描かれた意図は、色欲への訓戒だけでなく、パリ大学のアリストテレス禁令に象徴される教会のアリストテレス敵視もあった、と推測される。

## ギャラリー
ウィキメディア・コモンズには、アリストテレスとフィリスに関するカテゴリがあります。

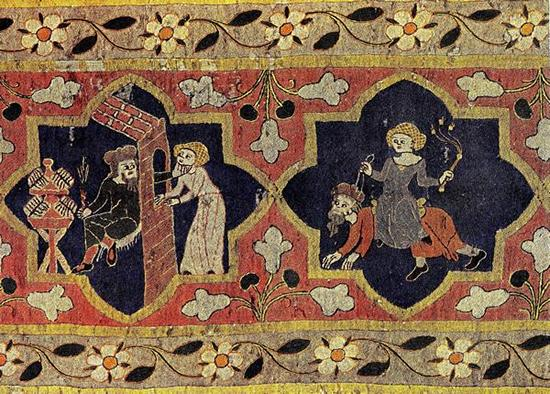
修道院のタペストリー（14世紀）
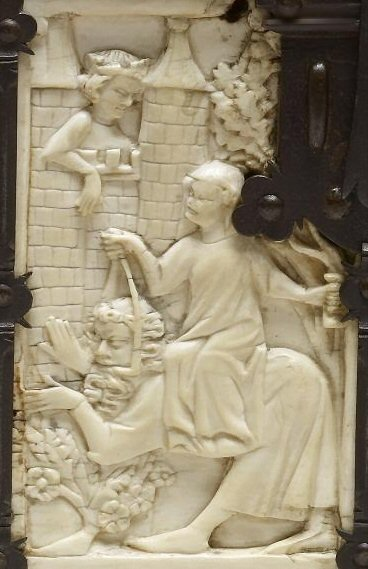
象牙彫刻（1350年ごろ）
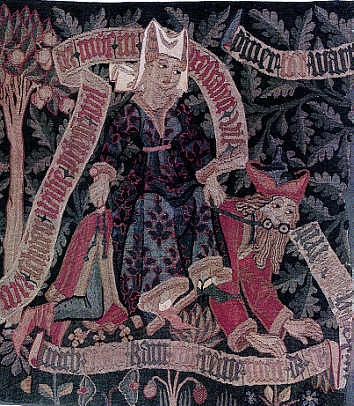
タペストリー（1480年ごろ）
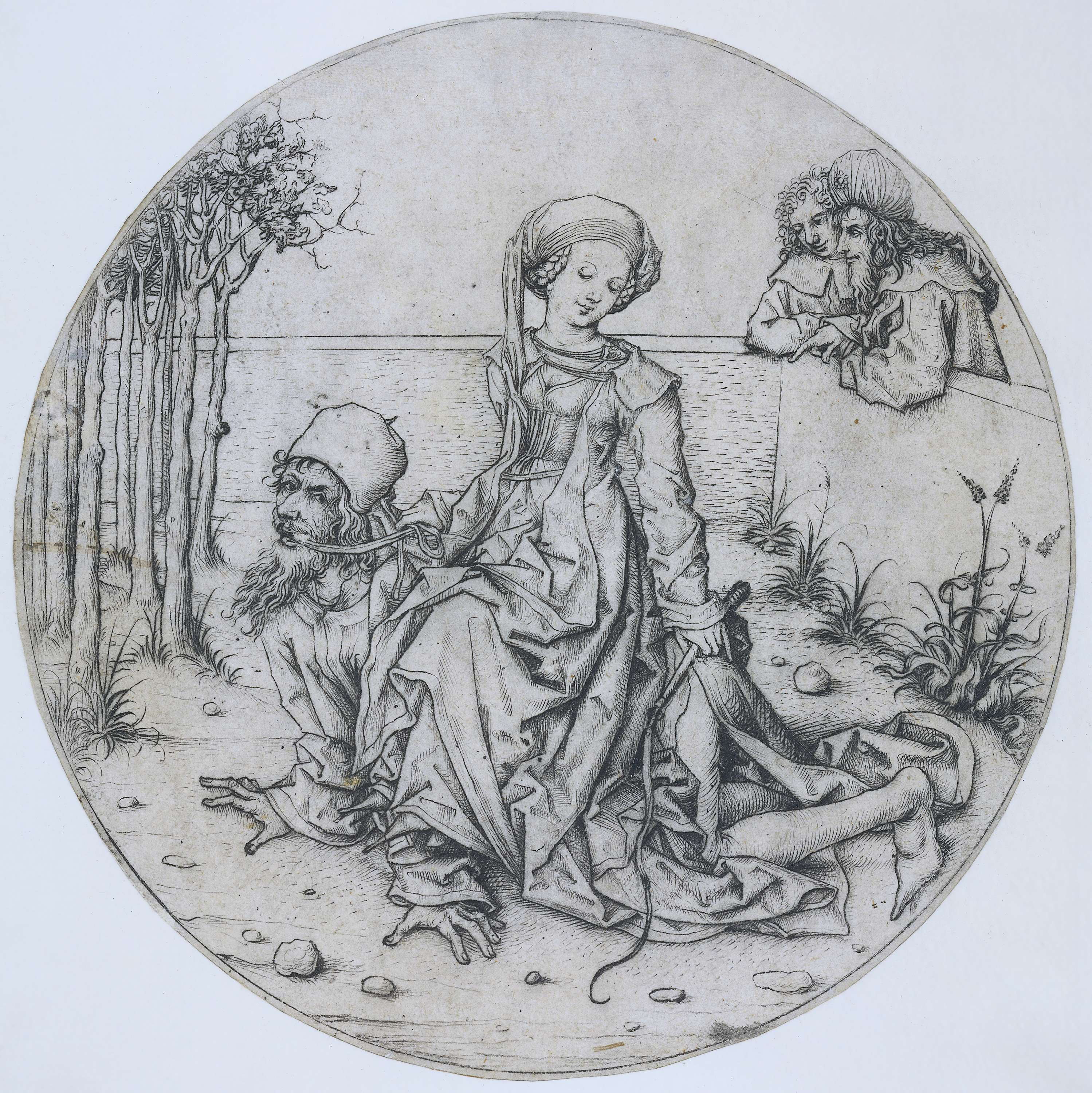
ハウスブーフの画家（英語版）による銅版画（1485年ごろ）
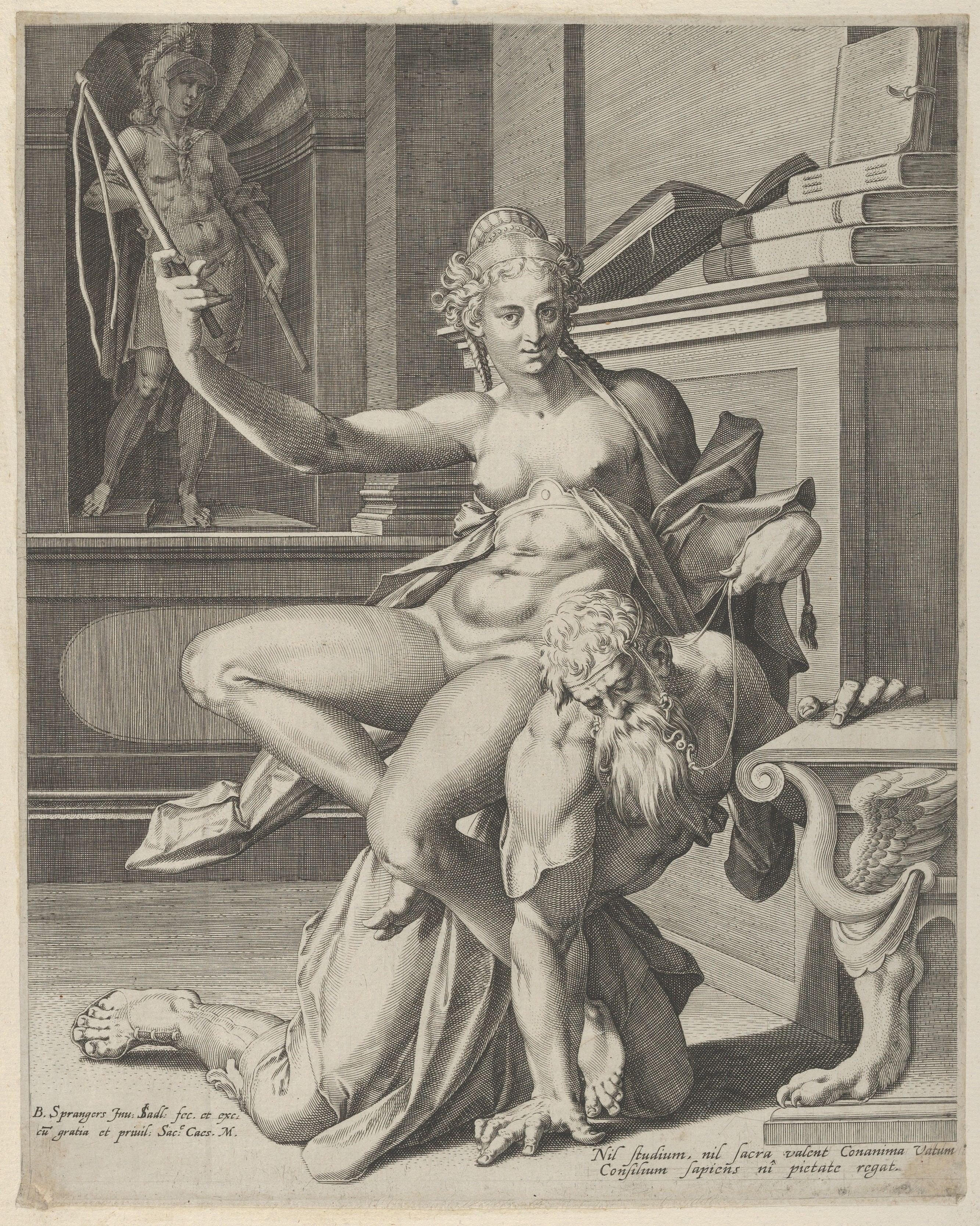
銅版画（16世紀）
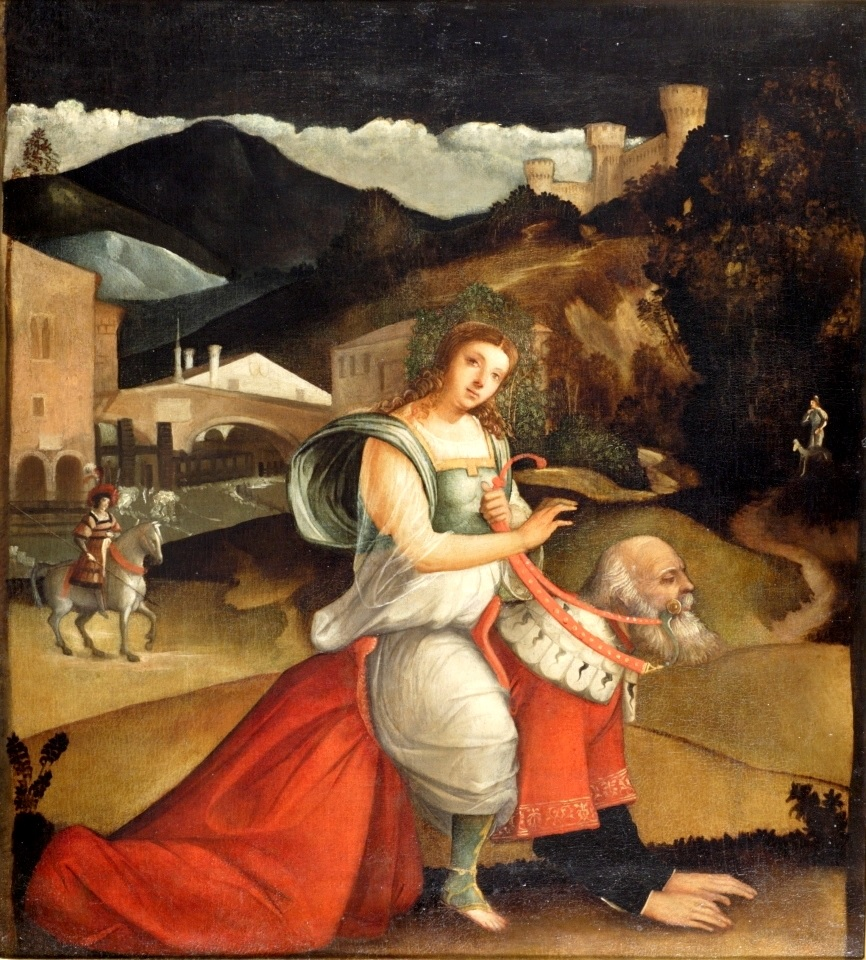
ジョヴァンニ・ブオンコンシリオ（英語版）による油絵（16世紀）
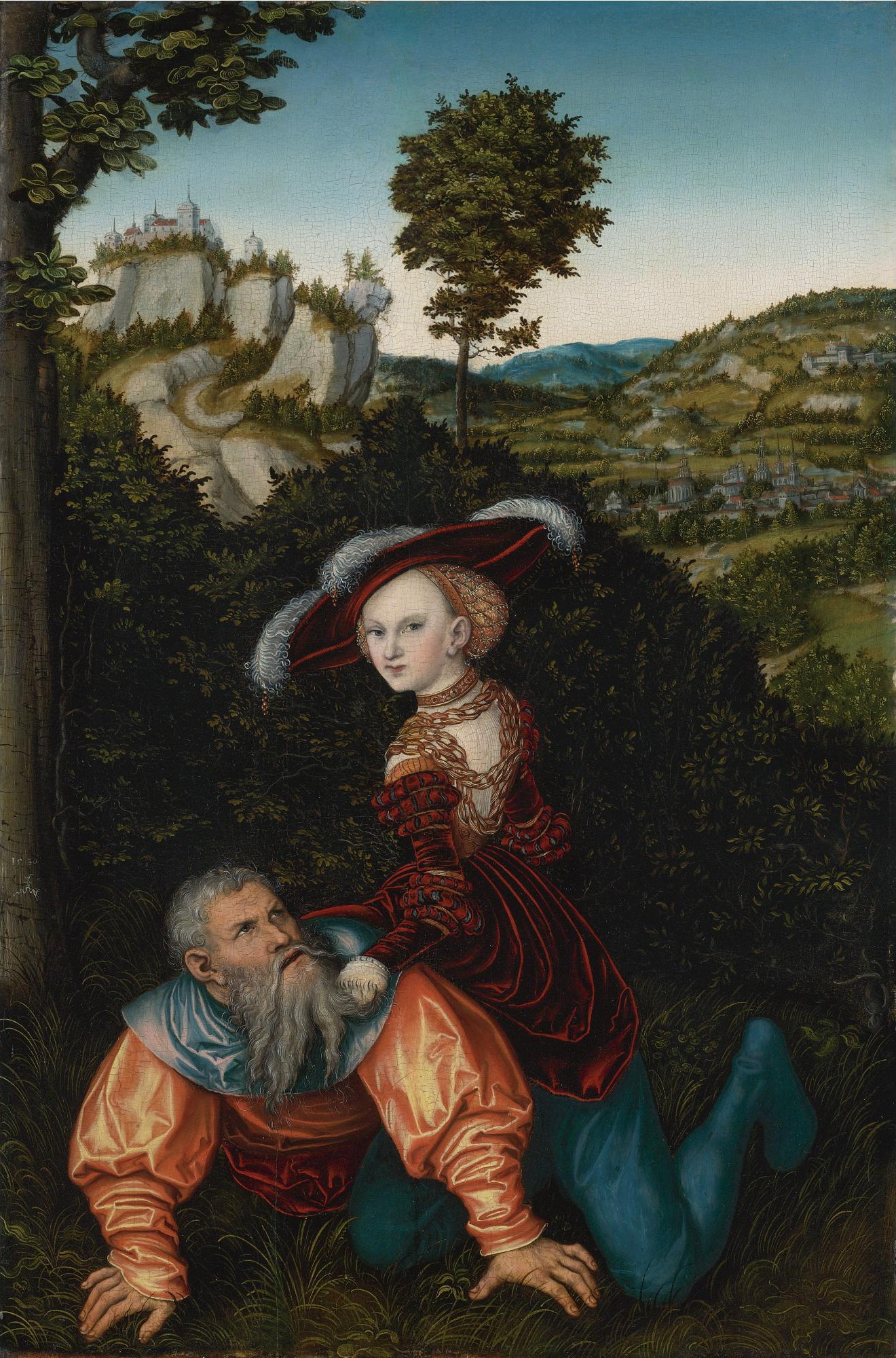
ルーカス・クラナッハによる油絵（1530年）
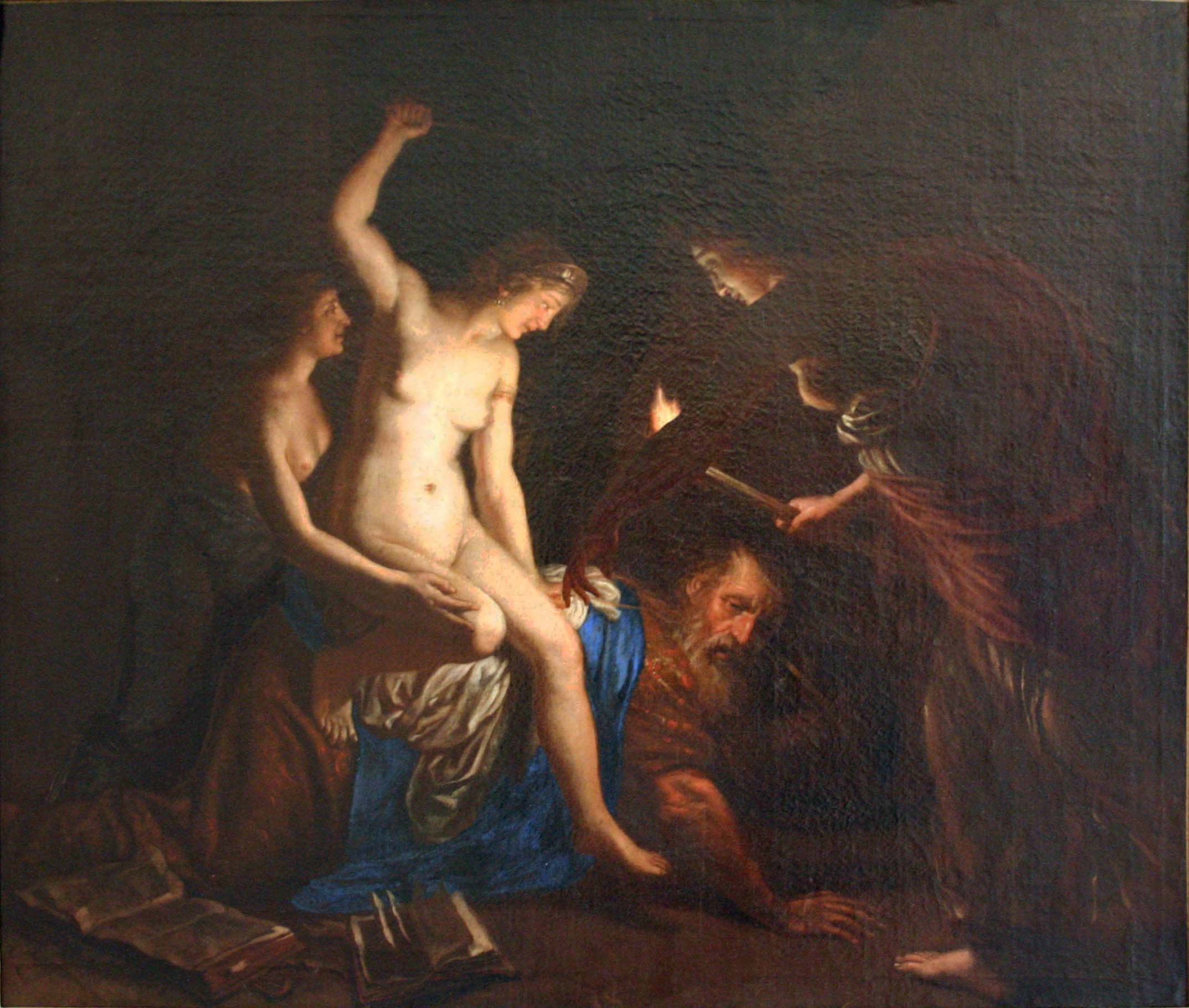
アレッサンドロ・トゥルキ（英語版）による油絵（1690年ごろ）

## 関連事項
- マゾヒズム
- フェムドム
- 痴人の愛 [23][24]
- 聖トマス・アクィナスの誘惑 (ベラスケス)
- 徒然草第8段